# 목포시사
목포시사(木浦詩社)는 대한민국 전라남도 목포시 죽교동에 있는 조선시대의 건축물이다. 1976년 9월 30일 전라남도의 기념물 제21호로 지정되었다.

## 개요
시사는 서로 뜻이 통하는 문학에 뛰어난 선비들이 계절에 따라 자연과 시를 융화시켰던 풍류의 장소이다. 목포시사는 한말의 대학자인 정만조가 1907년에 세운 건물로 전국 각처에서 200여명이 해마다 봄, 가을 2회에 걸쳐 백일장을 개최하여 한시(漢詩)의 명맥을 오늘날까지 이어 오는 유래 깊은 시사이다.
정만조는 고종 26년(1889) 문과에 급제하여 예조참의, 승지를 거쳐 내부참의, 규장각부제학 등을 지냈다. 광무년간 정변시 진도에 유배되어 10여년 간을 보내기도 하였는데, 이 당시 문학, 서예 등을 가르쳐 많은 인사를 배출하였고, 목포시사를 세워 퇴폐한 학문의 기풍을 바로잡아 지방 문화에 많은 공적을 남겼다.
건물 규모는 앞면 4칸·옆면 1칸 반이며, 지붕은 옆면에서 볼 때 여덟 팔(八)자 모양인 팔작지붕이다. 시사 안에는 정만조의 문집을 비롯하여 한말의 전적, 한시 현판들을 다수 소장하고 있다.

## 현지 안내문
1890년 여규향·허석제·박만취 등이 이 고장 문인들에게 시문을 가르치기 위해 건립한 '유산정'에서 비롯되었다. 지금의 건물은 한말의 대학자인 정만조가 1907년에 세운 것이다.
목포시사는 시인들의 단순한 모임을 넘어 망국의 한과 우국충정을 토로하는 문학결사 단체이기도 했다. 시에 뜻이 있는 사람이면 누구나 입사할 수 있으나, 윤리에 어긋나는 행동을 하는 사람은 들어오지 못한다.
지금도 매년 봄, 가을이면 이곳에서 한시백일장을 개최하고 있다. 한시의 명맥을 이어온 우리나라에 하나밖에 없는 시사이다. 무정문집과 구한말의 전적, 창사이래 개최된 백일자에서의 입선작, 문인들의 원고를 모두 보존하고 있다.

## 참고 자료
- 목포시사 - 국가유산청 국가유산포털